# ناسیک
شهر ناسیک (به انگلیسی: Nashik) با جمعیت ۱٫۵۲۱٫۶۷۵ نفر در ایالت مهاراشترا در کشور هند واقع شده‌است.
این شهر در شمال غربی مهاراشترا، با فاصله ۱۸۰ کیلومتر از بمبئی و ۲۰۲ کیلومتر از پونه واقع شده‌است. ناسیک مقر اداری منطقه و بخش ناسیک است و به عنوان «پایتخت شراب هند» شهرت دارد.